# ユーグ1世 (キプロス王)
ユーグ1世（フランス語: Hugues I、ギリシア語: Ούγος Α΄, 1194/5年 - 1218年1月10日）は、13世紀初頭にキプロス島を統治したキプロス王（在位: 1205年4月1日 - 1218年1月10日）である。父親は前キプロス王エメリー、母親は王国の大諸侯イブラン家出身のエシーヴ・ディブランである。

## 若年期
ユーグはキプロス王エメリー・ド・リュジニャンと彼の最初の妻エシーヴ・ディブランの末子として誕生した。生まれた時期については定説がないが、1194/5年 - 1199年の間に生まれたものと考えられている。ユーグが生まれてすぐに、母エシーヴは亡くなった。ユーグと彼の2人の兄（ギー、ジャン）の3兄弟は、キプロス王国とエルサレム王国の和平の証として、エルサレム女王イザベル1世の3人の娘（マリー・ド・モンフェラート、アリス・ド・シャンパーニュ、フィリッパ・ド・シャンパーニュ）とそれぞれ結婚した。しかしギーおよびジャンは若年期に亡くなったため、ユーグは若年期を生き延びた唯一のエメリーの継承者となった。

## 治世

### 初期
1205年4月1日、父王エメリーの後を継いでユーグ1世としてキプロス王に即位したユーグは、この時まだ未成年であったため、キプロス高等法院はゴーティエ・ド・モンベリアルを摂政に任命した。ゴーティエは同時にユーグ1世の後見人にも任じられ、実質的にキプロス王国の最高権力者となった。権力を握ったゴーティエは、探検家アルドブランディーノとルーム・セルジューク朝との間で発生したサタリア領の統治権をめぐる争いに介入し解決を図った。彼はアルドブランディーノ側に立って干渉したものの、地元ギリシャ民の支援を得たルーム・セルジューク朝によってサタリアが制圧されたことを受けて、介入は失敗に終わった。

### キプロス統治
1210年9月、ユーグ1世は成人となった。自ら政治を行える年齢に達したユーグは摂政ゴーティエを召喚し、「未成年のユーグ1世を政治から遠ざけ実権を剥奪した状態を保持し続けた」ことに対する責任を問い正した。また、ユーグは父王の死後、国庫には240,000枚のベザント硬貨が保管されていたもののそのうち40,000枚がゴーティエにより私費として流用されたと主張して、新たに240,000枚のベザント硬貨をゴーティエに要求した。ゴーティエはユーグ1世に弁明することなく、アンティオキア公ボエモン4世の手引きでキプロス島を脱出した。そしてエルサレム国王ジャン・ド・ブリエンヌの庇護のもとエルサレム王国で亡命生活を送った。ゴーティエはローマ教皇インノケンティウス3世に書状を送り、その中で「ユーグ1世は高等法院の判断を仰ぐことなく、自分（ゴーティエ）をキプロス王国から追放し、財産を押収した」という旨の主張を伝えたという。
親政を開始したユーグ1世はルーム・セルジューク朝との間で、両国におけるキプロス人・トュルク人商人の安全な商業活動を保証する条約を締結した。また自身の妹エルヴィス・ド・キプロスをボエモン4世の仇敵レーモン・ルーペンの元に嫁がせた。エルヴィスはこの時既にゴーティエの親類ウード・ド・ダンピエールと結婚していたが、彼と離婚した上でレーモンの元に嫁いだとされる。ウードはエルヴィスの再婚に反対し、教皇に対してエルヴィスの新たな婚約に干渉し破棄させるよう強く要求した。対するユーグは、1213年のインノケンティウス3世の書状によれば、エルサレム王ジャンと対立する十字軍諸侯を支援して彼らに対抗したという。
ユーグは治世において、ホスピタル騎士団を特に重用したという。その証拠に、彼はキプロス王に即位するや否や、騎士団に課せられていたキプロス島での売買品に対する課税義務を免除していたとされ、1214年にはシリアで軍事作戦を展開していたホスピタル騎士団に対して援軍すら派遣して彼らを支援していたとされる。
1217年9月、ユーグ1世は第5回十字軍に参加し、ハンガリー王アンドラーシュ2世とともにムスリムの支配地ガリラヤに対する軍事遠征を敢行した。遠征後、キプロス島へ帰還する途中、ユーグはトリポリに立ち寄り、1218年1月10日に開催された異母妹メリザンドの結婚式に参列した。しかし式典の最中、具合を悪くしたユーグはその地で亡くなった。ユーグの遺体はトリポリのホスピタル騎士団所有の教会に埋葬され、その後ニコシアのホスピタル騎士団教会に移葬された。

## 家族

キプロスにおけるルジニャン家の紋章

ユーグ1世の妻は、エルサレム女王イザベル1世とシャンパーニュ伯アンリ2世の長女アリックス・ド・シャンパーニュであった。アリックスは結婚の時点では、イザベル1世の後継者マリー女王の推定相続人であった。13世紀前半に編纂されたフランスの歴史書『ヘラクレイオスの歴史』によれば、ユーグとアリックスは1210年に結婚したとされる。他の2つの歴史書（『聖地年代記』・『ティールのテンプル騎士団員』）には1211年に結婚したとする誤った記述がなされている。
結局2人は、生涯で3人の子供を持った。
- マリー（英語版）（1215年3月以前 - 1251年/53年7月5日） - 1233年にブリエンヌ伯ゴーティエ4世（英語版）と結婚し、ブリエンヌ伯ユーグ（英語版）を出産した。ユーグはレッチェ伯（英語版）・ブリエンヌ伯（英語版）を継承したが、叔父のアンリ1世が亡くなったのちにレバント地域の両王国の継承権を主張した。ユーグが主張した王位請求権はマリーの孫ゴーティエ5世（英語版）に引き継がれた。彼らはエメリー・ド・リュジニャンとユーグ1世の直系の子孫であり、また法定相続人でもあったためである。

- イザベル・ド・キプロス（英語版）（1216年 - 1264年） - ラテン人諸侯のアンリ・ド・アンティオキア（英語版）と結婚し、のちのキプロス王・エルサレム王であるユーグ3世（英語版）を出産した。ユーグ3世は第2次リュジニャン王朝の開祖となった。

- アンリ1世（1217年 - 1253年） - ユーグ1世の死後、キプロス王に即位した。母親の摂政のもとで王国を統治した。